# نیروی اهریمنی‌اش (مجموعه تلویزیونی)
نیروی اهریمنی‌اش (انگلیسی: His Dark Materials) مجموعهٔ ماجراجویی و خیال‌پردازانهٔ بریتانیایی است که بر پایهٔ مجموعه رمان‌هایی با همین نام از فیلیپ پولمن ساخته شده‌است. این مجموعه به تهیه‌کنندگی نیو لاین سینما، جین ترانتر و جولی گاردنر برای بی‌بی‌سی وان تولید می‌شود. پیش از پخش سراسری فصل نخست، این مجموعه برای فصل دوم و مشتمل بر ۷قسمت مجوز ساخت گرفته است.
فصل سوم (پایانی) این سریال در اواخر سال ۲۰۲۲ پخش شد.

## داستان
داستان در دنیایی جایگزین آغاز می شود که در آن روح همه انسانها به عنوان همراهان حیوانات به نام دیوها ظاهر می شود. این سریال زندگی دختر جوانی به نام لایرا بلاکوا را روایت می کند که یتیم است و در دانشگاه جردن آکسفورد که دانشگاهی تحت مدیریت Magisterium ،یک نهاد مذهبی و سیاسی است، زندگی می کند...